# Scarabaeus cicatricosus
Scarabaeus cicatricosus är en skalbaggsart som beskrevs av Lucas 1846. Scarabaeus cicatricosus ingår i släktet Scarabaeus och familjen bladhorningar. Inga underarter finns listade i Catalogue of Life.

## Bildgalleri

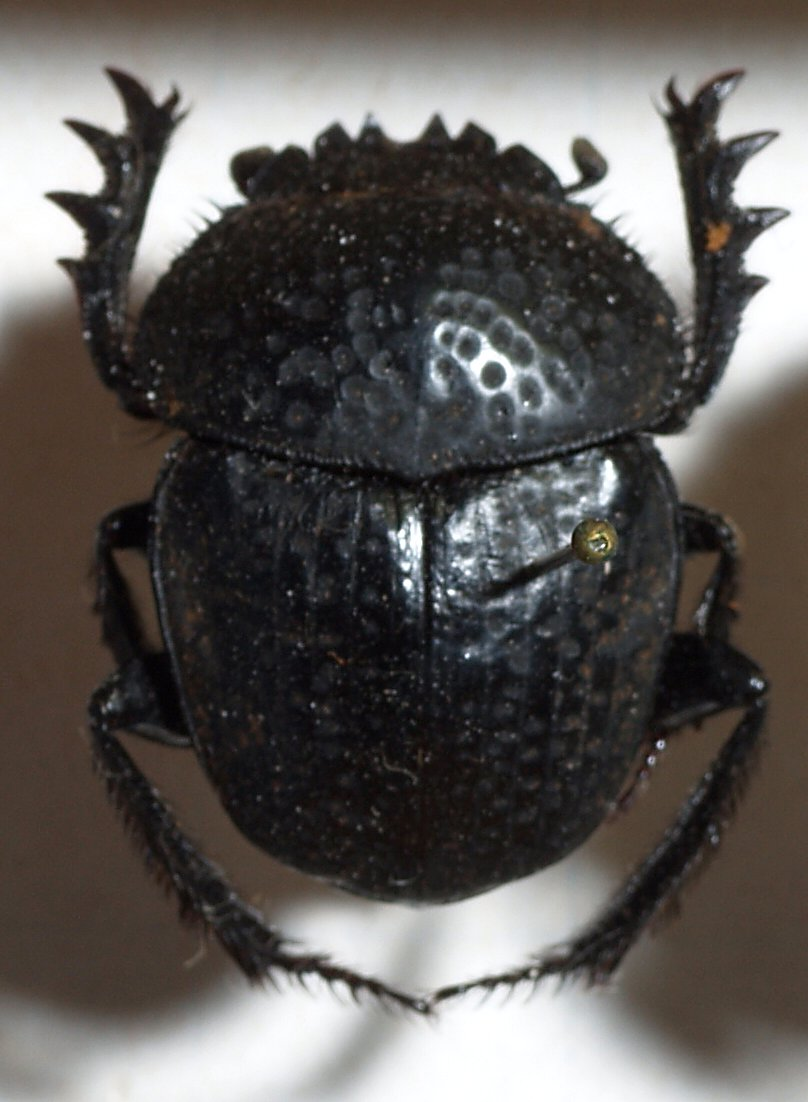